# Агила (остров)
Агила (исп. Islote Águila) — небольшой необитаемый остров в архипелаге Диего-Рамирес в южной части Тихого океана, самый южный остров Чили и архипелага и Америки. Административно входит в состав провинции Антарктика-Чилена области Магальянес.
Остров был обследован Дрейком в 1558 году. Носил название Земля Фрэнсиса Дрейка с 1550 по 1598 годы. Был переименован президентом Чили Себастьяном Пиньера. Остров находится в 54 км к востоку от Ушуайи — самого южного города в мире.